# Convair XB-46
Convair XB-46 war die Bezeichnung für das Projekt eines vierstrahligen Bombers des US-amerikanischen Herstellers Convair von 1947. Es wurde nur ein Prototyp gebaut.

## Geschichte
Die Entwicklung der XB-46 begann gegen Ende des Zweiten Weltkrieges. Im Herbst 1944 bemerkten die Amerikaner die Entwicklung deutscher strahlgetriebener Bomber wie der Arado Ar 234 und Junkers Ju 287. Daraufhin begann ein Konstruktionswettbewerb für einen strahlgetriebenen mittleren US-Bomber. Convair legte sein Modell 109 vor, einen 41 t schweren Bomber. Den Entwurf akzeptierte die US-Heeresluftwaffe (AAF) im November 1944. Die anderen Konkurrenten waren die North American XB-45, die Boeing XB-47 und die Martin XB-48.

## Entwicklung
Am 12. Februar 1945 wurden drei Prototypen bestellt. Im Herbst 1945 machte sich Convair selbst Konkurrenz, als es an einem ungewöhnlichen schwanzlosem Bomber, der XA-44, arbeitete. Man erwog, das Projekt XB-46 aufzugeben, um andere Projekte zu fördern.
Firmenvertreter argumentierten, dass es sinnvoller wäre, vorerst einen unbewaffneten Prototyp XB-46 zu bauen. Darüber hinaus sollten, anstatt der zwei weiteren XB-46-Prototypen, zwei XA-44-Flugzeugrümpfe gebaut werden. Im Juni 1946 erlaubte der AAF diese Teilung. Allerdings wurde das XA-44-Projekt im Dezember 1946 eingestellt. Die Entwicklung des einzigen XB-46-Prototyps wurde ohne Bewaffnung durchgeführt, nur um die Konstruktion zu testen.
Die XB-46 hatte einen langen dünnen Rumpf und weitspannende nicht gepfeilte Tragflächen großer Streckung. Der Hochdecker hatte je zwei J35-A3-Strahltriebwerke mit 1.780 kg Schub unter den Tragflächen. Die Piloten saßen in einer langgezogenen vollverglasten Druckkabine und der Bombenschütze in der verglasten Flugzeugnase. Die Maschine sollte später dazu einen ferngesteuerten Heck-Waffenturm mit zwei 12,7 mm MGs sowie ein ferngesteuertes APG-27-Visiersystem erhalten.

## Testphase
Der 90-minütige Erstflug der XB-46 fand am 2. April 1947 bei Convair in San Diego statt. Die Piloten lobten das gute Flugverhalten. Die 64 Testflüge dauerten bis September 1947, insgesamt wurden 127 Flugstunden von Convair- und AAF-Testpiloten geflogen. Der hohen Flugstabilität und Steuerfolgsamkeit standen Triebwerksprobleme und Schwingungen der Seitenruder bei hohen Geschwindigkeiten gegenüber. Das Flugzeug überstand allerdings die Testserie und wurde am 12. November 1947 ausgeliefert.

## Programmende
Das B-46-Programm endete bereits im August 1947, noch bevor die Testflüge abgeschlossen waren. Stattdessen wurde die North American B-45 zur Produktion freigegeben, die allerdings wenig später gegen das viel modernere Serienmodell Boeing B-47 das Nachsehen haben sollte.
Die XB-46 wurde nicht mehr wesentlich verbessert, stattdessen wurden zwischen August 1948 und August 1949 weitere Testreihen an ihr auf der West Palm Beach Air Force Base in Florida durchgeführt. Nach 44 weiteren Flugstunden wurde die Maschine außer Dienst gestellt. Nach einem Jahr Pause kam das Flugzeug im Juli 1950 zur Eglin Air Force Base in Florida. Dort fanden Tests des Pneumatiksystems in der Kältekammer statt. Nach den Tests wurde die Flugzeugnase demontiert und am 13. Januar 1951 an das USAF-Museum auf der Wright-Patterson Air Force Base in Dayton (Ohio) übergeben und der andere Teil der Maschine am 28. Februar 1952 verschrottet.

## Technische Daten
| Kenngröße                | Daten |
| ------------------------ | --- |
| Besatzung                | 2–3 Piloten, ein Bombenschütze/Navigator                                                                              |
| Länge                    | 32,23 m |
| Spannweite               | 34,44 m |
| Höhe                     | 8,51 m |
| Flügelfläche             | 119,4 m² |
| Flügelstreckung          | 9,93 |
| Tragflächenbelastung     | - minimal (Leermasse): 183 kg/m² - nominal (normale Startmasse): 286 kg/m² - maximal (maximale Startmasse): 358 kg/m² |
| Leermasse                | 21.800 kg |
| normale Startmasse       | 34.100 kg |
| max. Startmasse          | 42.800 kg |
| Höchstgeschwindigkeit    | 877 km/h |
| Dienstgipfelhöhe         | 12.195 m |
| Reichweite               | 4.619 km |
| Bewaffnung               | - zwei 12,7 mm M2-MGs - bis zu ca. 10.000 kg Bombenlast                                                               |
| Antrieb                  | vier Allison-J35-A-3-Strahltriebwerke mit je 17,46 kN Schub                                                           |
| Schub-Gewicht-Verhältnis | - bei Leermasse: 0,33 - bei normaler Startmasse: 0,21 - bei maximaler Startmasse: 0,17                                |